# Ai Shibata
AI Shibata (japanska: 柴田亜衣), född den 14 maj 1982 i Dazaifu, Fukuoka, är en japansk simmare. Vid Olympiska sommarspelen 2004 vann hon guld på 800 meter frisim. 